# Rafael Guillermo Urdaneta

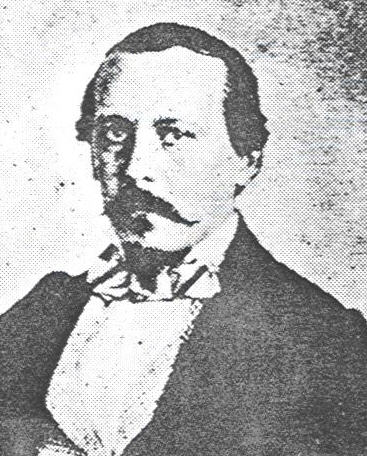
Rafael Guillermo Urdaneta

Rafael Guillermo Urdaneta (* 8. Februar 1823 in Santa Fe de Bogotá; † 10. März 1862 in Barbacoas im Distrikt Municipio Urdaneta (Aragua)) war ein Oberkommandierender der Venezolanischen Armee, Politiker und Präsidentschaftskandidat Venezuelas.

## Leben

### Herkunft
Rafael Guillermo Urdaneta Vargas war der Abkömmling einer spanischen Einwandererfamilie. Sein Vater General Rafael Urdaneta war ein Weggefährte und enger Vertrauter Simón Bolívars, der zum General, Kriegsminister und Präsident des Großkolumbianischen Kongresses aufgestiegen war. Die Mutter Dolores Vargas París war ebenfalls in der Unabhängigkeitsbewegung Großkolumbiens aktiv.

### Jugend
Rafael Guillermo Urdaneta erhielt eine sorgfältige Ausbildung an der Academia Militar in Caracas, die ihn zur späteren Übernahme politischer und militärischer Ämter qualifizieren sollte. 1841 trat er in den Dienst des Secretaría de Guerra de Venezuela. Beurlaubt begleitete er von 1842 bis 1845 seinen Vater nach Europa, der als Diplomat beauftragt war, ein Freundschaftsabkommen mit Spanien abzuschließen. Den dreijährigen Aufenthalt nutzte Rafael Guillermo Urdaneta, von Paris aus, zu ausgedehnten Reisen durch Europa. Im Sommer 1843 bereiste er Belgien, Südwestdeutschland und die Schweiz. Im Herbst 1843 folgte eine Reise nach Spanien. 1845 bereiste er Italien, Griechenland, die europäische Türkei und Österreich-Ungarn. Der Tod des Vaters bedingte im Oktober 1845 die Rückkehr nach Venezuela.

### Militärische und politische Karriere
Nach der Rückkehr setzte Rafael Guillermo Urdaneta seine politische Karriere als Abteilungsleiter im Kriegsministerium fort. 1848 beteiligte er sich aktiv im Bürgerkrieg als Hauptmann der Infanterie. 1853 wurde er zum 2. Kommandanten der Infanterie ernannt. 1857 schied Rafael Urdaneta für ein Jahr aus dem Dienst des Kriegsministeriums, da er als Abgeordneter die Provinz Maracaibo im Nationalkongress vertrat. Nach der Rückkehr in das Kriegsministerium stieg Rafael Guillermo Urdaneta zum General auf und wurde 1862 zum Präsidentschaftskandidaten gekürt. Die eskalierende Situation des fortwährenden Bürgerkrieges erforderte sein persönliches Eingreifen. Am 10. März 1862 fiel Rafael Guillermo Urdaneta in einem Gefecht des "Guerra Federal" mit den Aufständischen, der "Batalla de Barbacoas". Zu seinem Gedächtnis erhielt der Distrikt, in dem der Ort des Gefechtes Babacoas lag, den Namen "Municipio Rafael Guillermo Urdaneta", heute ein ländlicher Distrikt mit etwa 19.000 Bewohnern.

### Familie und Nachkommen
Rafael Guillermo Urdaneta ehelichte am 9. Juni 1851 Merced de la Plaza. Der älteste Sohn Rafael starb bereits im Kindesalter. Ein weiterer Sohn und eine Tochter starben 1904 und 1937 ohne Nachkommen.